# 天目一箇神
天目一箇神，又称一目連、天目一命，在《古語拾遺》、《日本書紀》、《播磨國風土記》里有记载，原来被认作是风神，也有锻冶之神的说法。一目连能掀起狂风，破坏别人的家，把人吹跑。伊势（三重县）的桑名地区有一座名为一目连的山。据说此山上一有云朵出现，必有暴风雨降临。有一次风暴席卷了数百座房屋。据说热田明神的大鸟居也被一目连刮到大老远的原野上。从此以后，这一带就把那种会迅速卷坏东西的东西叫做一目连。另有一种说法，一目连过境时总是像一条线一样刮过，在它路径之外的地方却是一丝微风也没有。有一年大雨延绵，河川泛滥，村村发大水，村民爬到樹上大声求救。但是风大水猛，声音盖过了他们的声音。最后谁也没来。两三天后，大家都觉得只有坐着等死了。这时， 不知谁说如果一目连出现就会救大家，于是众人纷纷合掌，大声向它求救。那喊声回荡在水面，仿佛没有任何回应。然而当天晚上，大水忽然退了，村民们终于得救了。只是谁也没亲眼看见一目连的影子。

## 內部連結
- 阿用鄉之鬼